# ソン・ルアン

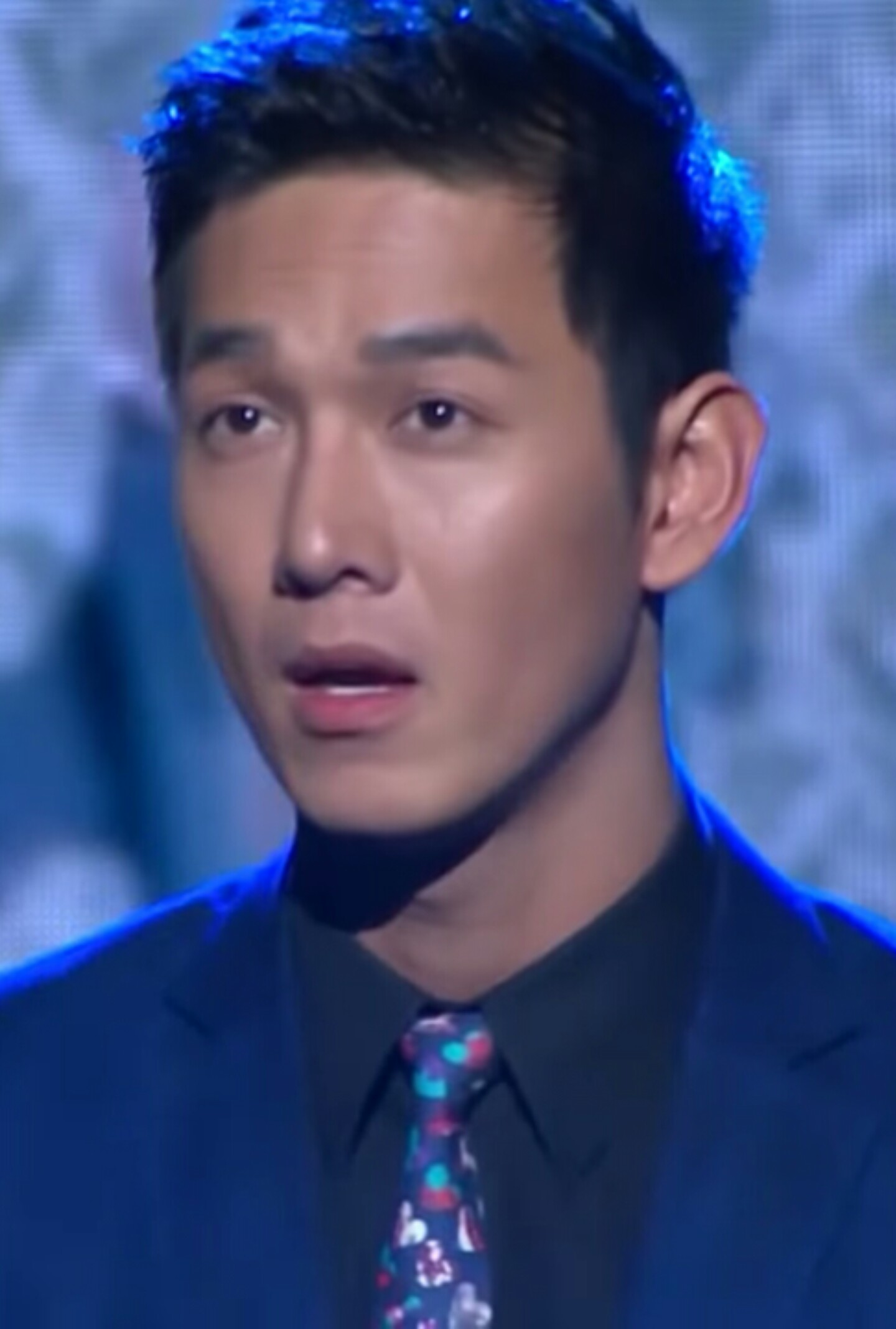

ソン・ルアン（ベトナム語: Song Luân，本名阮 長生（ベトナム語: Nguyễn Trường Sinh、1991年9月17日）はベトナムの男優、モデル、歌手。ドンナイ出身。

## 出演

### 映画
- マダム・ヌーの家（2023年）
- タン・ソイ：美しき殺し屋（2023年）

### ドラマ
- 太陽の末裔 ～Love in Vietnam（2018年）